# Periplus Maris Erythraei

Namen, Orte und Seerouten des Periplus

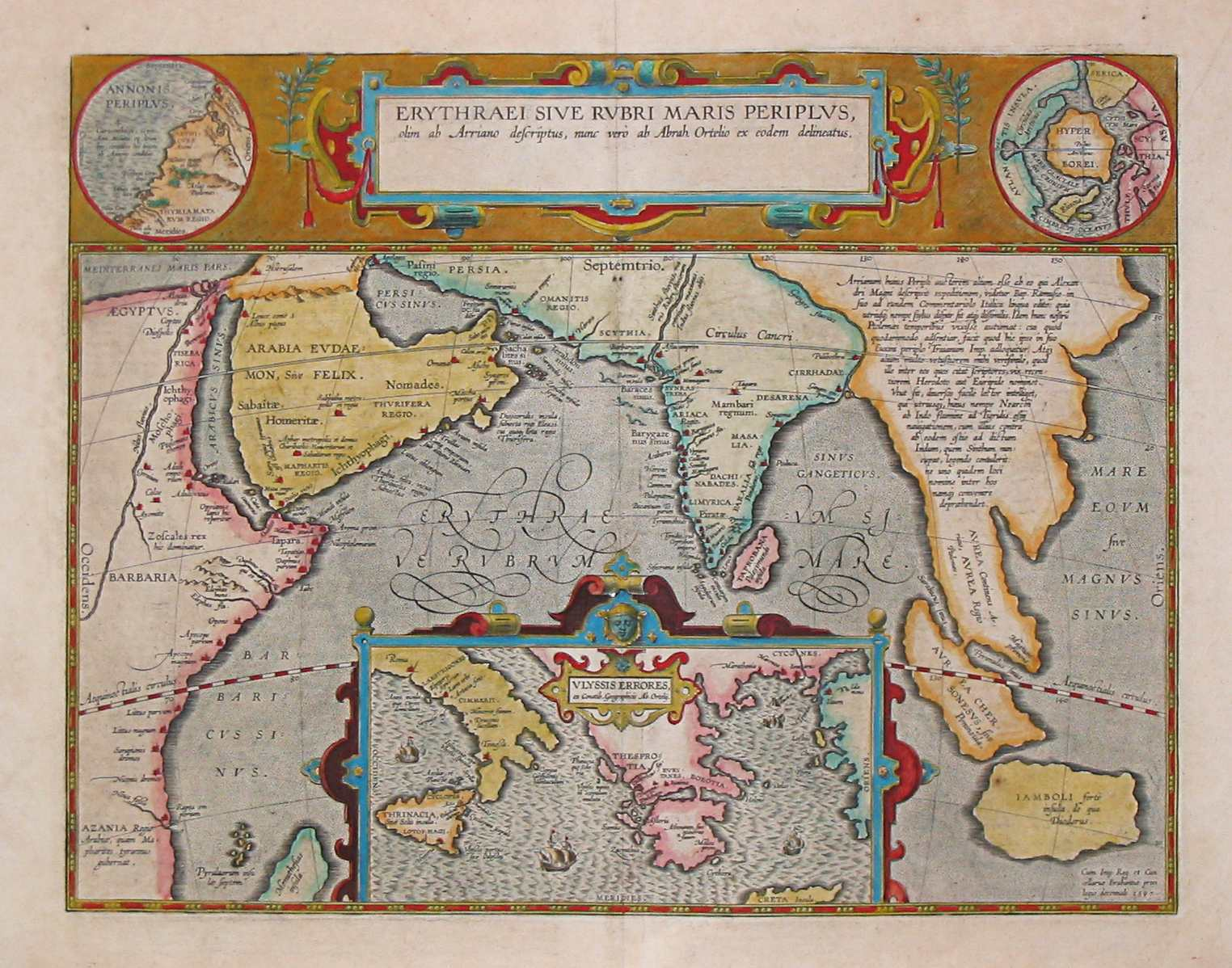
Karte zum Periplus aus dem Theatrum orbis terrarum des Abraham Ortelius (1597)

Periplus Maris Erythraei (lateinisch „Küstenbefahrung des Roten Meeres“; im altgriechischen Originaltitel Περίπλους τῆς Ἐρυθρᾶς Θαλάσσης) ist ein ägyptisch-römisches Werk zum Thema Seefahrt. Es ist thematisch innerhalb der gesamten überlieferten antiken Literatur ein Unikat. Eine Abschrift aus dem 10. Jahrhundert wird seit dem Jahr 1816 in der Universitätsbibliothek Heidelberg aufbewahrt.

## Verfasser und Zeitumstände
Das Werk wurde zwischen 40 und 70 n. Chr. offenbar von einem erfahrenen Handelsreisenden niedergeschrieben. Der Verfasser des in griechischer Sprache verfassten Textes ist gut vertraut mit der damaligen ägyptischen Hauptstadt Alexandria. Die römische Provinz Aegyptus stand zu jener Zeit im Mittelpunkt eines blühenden Fernhandels.

## Inhalt
Das aus dem 1. Jahrhundert n. Chr. stammende Buch beschreibt Häfen, Handelsbedingungen und Warenströme entlang der Routen des Indienhandels (Römisch-indische Beziehungen) an der nordostafrikanischen, arabischen und indischen Küste, weshalb es für die Erforschung der Wirtschaftsgeschichte und Geographie Ostafrikas und der beschriebenen Regionen Asiens in der Antike eine Quelle ersten Ranges darstellt.
Im Gegensatz zu anderen Periploi der Antike, Seerouten-Beschreibungen entlang der Küstenlinie, liefert der Periplus Maris Erythraei wesentlich mehr Informationen. Mit buchhalterischer Genauigkeit werden Hafen für Hafen die wichtigsten Umschlaggüter aufgelistet und Chancen und Risiken des lokalen Warenhandels bewertet. Dabei geht der Schreiber besonders auf Bedarf, Vorlieben und Geschmack der Abnehmer ein und gibt Ratschläge zu Menge, Qualität und Ausstattung der Güter, die sich in den verschiedenen Häfen absetzen ließen.
Begehrte Waren aus der römischen Welt waren demnach beispielsweise Lebensmittel, Wein, Pferde, Metallwaren und Textilien, aber auch Luxusgüter wie Schmuck, Glas, Perlen und Kosmetika. Im Tausch luden die Frachtschiffe Gewürze, Seide, Edelsteine und Sklaven. Anders als gewöhnliche Reise- und Erlebnisberichte konzentriert sich der Verfasser ganz auf die aktuellen marktpolitischen Aspekte seiner Zeit, die für die heimischen Reeder von Wichtigkeit waren.